# Pałac w Chwalimierzu
Pałac w Chwalimierzu (niem. Schloss Frankenthal) – zabytkowy pałac w Chwalimierzu, wsi w Polsce, w województwie dolnośląskim, w powiecie średzkim, w gminie Środa Śląska.

## Historia
Pałac zbudowany przez Georga von Kramsta w latach 1884–1885 w stylu neorenesansowym według projektu przypisywanego wrocławskiemu architektowi Carlowi Schmidtowi, słynący dawniej ze swojego przepychu i bogactwa. Po zakończeniu II wojny światowej pałac zdewastowano. Jeszcze na początku lat 60. XX wieku obiekt stał w niezłym stanie technicznym, jednak później rozebrano budynek. Pozostałości pałacu znajdują się w głębi parku i obejmują głównie ruinę wieży z herbem Georga von Kramsta, taras i gloriettę.
Obiekt jest częścią zespołu pałacowo-folwarcznego, w skład którego wchodzą jeszcze:
- stajnia z drugiej połowy XIX w.
- park pałacowy przechodzący w las, z drugiej połowy XIX w.

Obok pałacu znajduje się zespół folwarczny z zabudowaniami mieszkalnymi, gospodarczymi oraz reliktami muru granicznego, bruku i fosy, z przełomu XIX/XX w.:
- dom zarządcy z około 1910 r.
- kuźnia wybudowana po 1890 r.
- trzy obory wybudowane po 1890 r.
- dwie stodoły wybudowane po 1890 r.
- ogród z drugiej połowy XIX w.
- spichrz z przełomu XIX/XX w.
- stajnia wybudowana po 1890 r.
- stodoła z czwartej ćwierci XIX w.

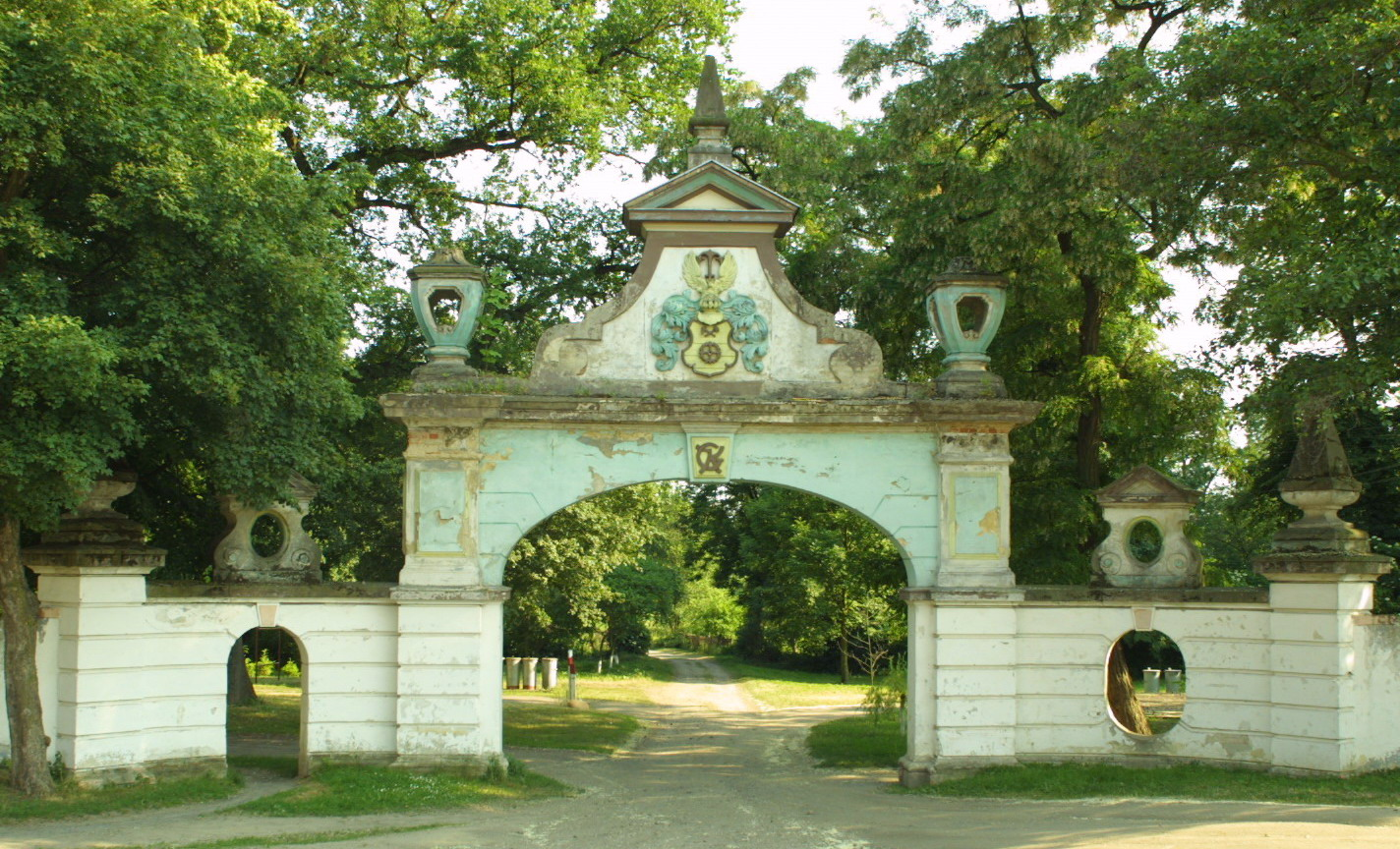
Brama z herbem Georga Kramsta
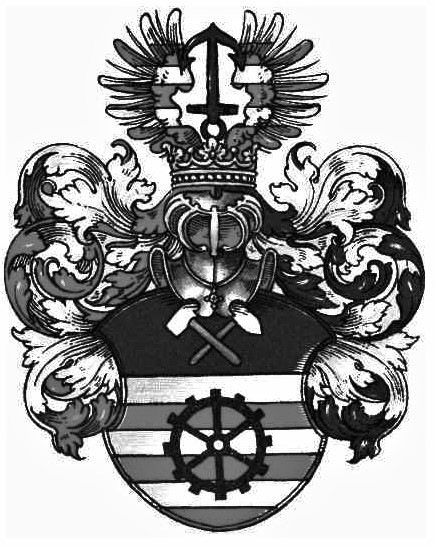
Herb Georga von Kramsta